# Pseudolophoeus
Pseudolophoeus là một chi bọ cánh cứng trong họ 
Elateridae.
Chi này được miêu tả khoa học năm 1971 bởi Girard.

## Các loài
Chi này có các loài:
- Pseudolophoeus guineensis (Candèze, 1882)